# Salvador de Iturbide y Huarte

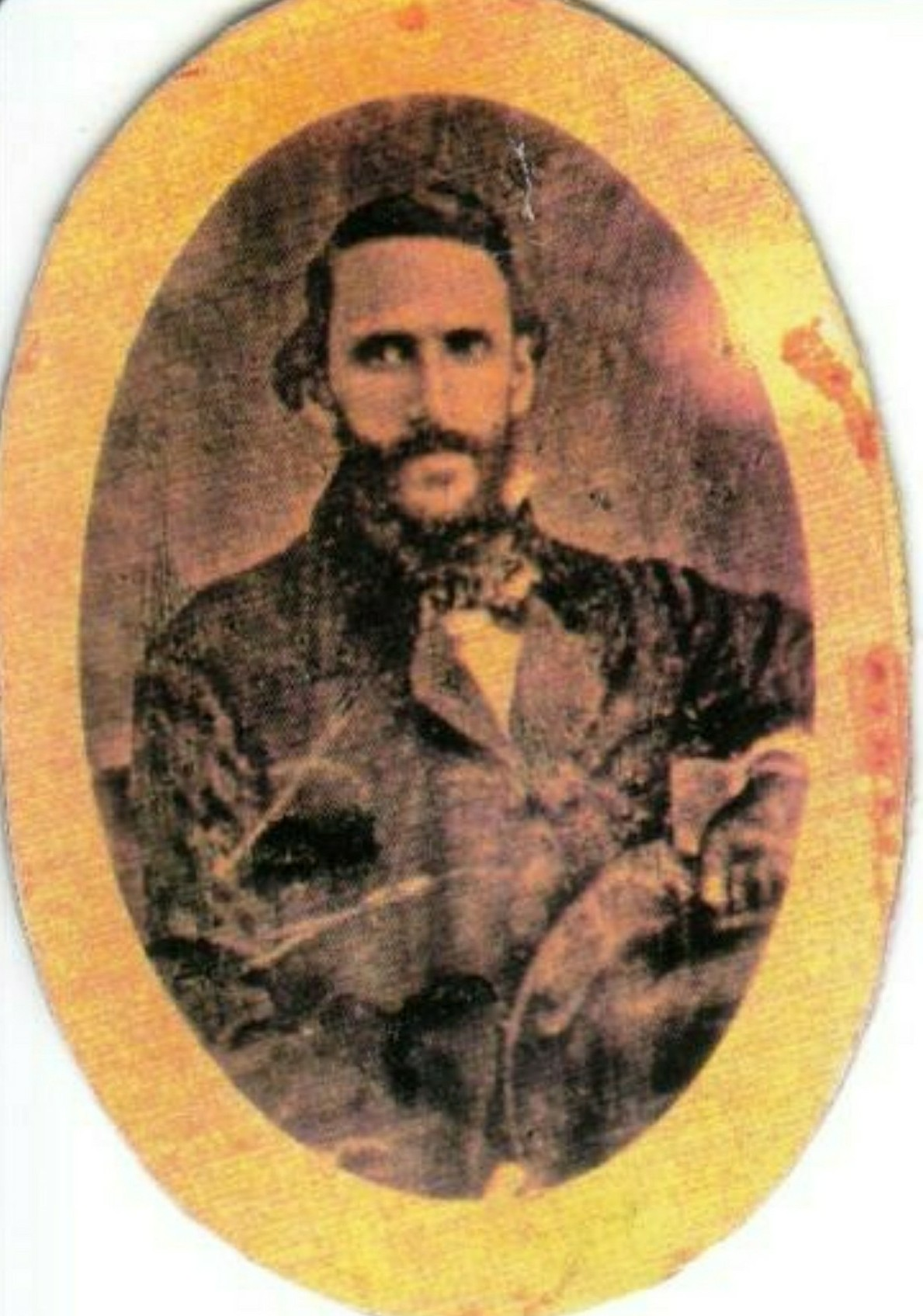
Salvador de Iturbide

Salvador de Iturbide y Huarte (ur. 1820, zm. 7 czerwca 1856), książę Meksyku.
Książę Salvador był ósmym dzieckiem (i trzecim synem) Agustína de Iturbide, cesarza Meksyku, i cesarzowej Marii Anny Huarte. W czasie rządów jego ojca był on trzeci w kolejce do meksykańskiego tronu po braciach Ángelu de Iturbide y Huarte i Agustinie Jerónimo de Iturbide y Huarte. Jego ojca rozstrzelano w 1824. Były książę udał się na wygnanie gdzie uczęszczał do szkół z internatem oraz później na studia. W 1845 roku, ku radości swojej matki, ożenił się z Meksykanką z dobrego rodu, Rosarią Marzan-Guisasola. Para żyła razem długo, a małżeństwo okazało się bardzo szczęśliwe. Kiedy Maksymilian I Habsburg został cesarzem Meksyku zwrócił się do Salvadora o pozwolenie na adopcję jego syna Agustína de Iturbide y Green, ten wyraził zgodę.
Książę Salvador utopił się w wypadku podczas pływania łodzią w Tepic River w 1856 roku.